# DeMarco Johnson
Pour les articles homonymes, voir Johnson.
DeMarco Johnson, né le 6 octobre 1975 à Charlotte en Caroline du Nord, est un joueur et entraîneur américain de basket-ball. Il joue au poste d'ailier fort.

## Palmarès
- Coupe de Slovénie 2006
- Joueur de l'année de la Conference USA 1998
- First-team All-Conference USA 1997, 1998
- Second-team All-Conference USA 1996
- Metro Conference All-Freshman team 1995